# Rebirth (álbum de Jennifer Lopez)
Rebirth é o quarto álbum de estúdio e quinto de carreira da cantora americana de R&B Jennifer Lopez, lançado nos Estados Unidos no dia 1 de Março de 2005 pela Epic Records. O álbum teve dois singles lançados, "Get Right" e "Hold You Down", mas só "Get Right" se tornou um single bem sucedido nas tabelas musicais. O álbum recebou uma pontuação total de 52/100 do site Metacritic, recebendo comentários mistos.
| Críticas profissionais                                                      | Críticas profissionais |
| Avaliações da crítica                                                       | Avaliações da crítica  |
| Fonte                                                                       | Avaliação              |
| --------------------------------------------------------------------------- | ---------------------- |
| allmusic                                                                    | [ 2 ]                  |
| The Guardian                                                                | [ 3 ]                  |
| PopMatters                                                                  | (4/10)                 |
| Rolling Stone                                                               | [ 5 ]                  |
| Slant                                                                       | [ 6 ]                  |
| Yahoo! Music UK                                                             | [ 7 ]                  |
| Esta tabela precisa de ser acompanhada por texto em prosa. Consulte o guia. |                        |

## Faixas
| Edição padrão |                               | |         |  |
| N.º           | Título                        | Compositor(es)                                                                                             | Duração |  |
| 1.            | "Get Right"                   | Rich Harrison, James Brown                                                                                 | 3:45    |  |
| 2.            | "Step Into My World"          | Rodney Jerkins, Fred Jerkins III, O. Thomas, Hector Diaz                                                   | 4:05    |  |
| 3.            | "Hold You Down" (com Fat Joe) | Larry Troutman, Cory Rooney, Joe Cartagena, Gregory Christopher, Gregory Bruno, Billy Beck, Makeba Riddick | 4:32    |  |
| 4.            | "Whatever You Wanna Do"       | Harrison, Harvey Fuqua, Delma Anthony Churchill, Kenneth L. Hawkins                                        | 3:49    |  |
| 5.            | "Cherry Pie"                  | Bob Robinson, Rooney, Jennifer Lopez, Tim Kelley                                                           | 4:06    |  |
| 6.            | "I Got U"                     | Jerkins, LaShawn Daniels, F. Jerkins III, Delisha Thomas, Aaron Pearce                                     | 3:57    |  |
| 7.            | "Still Around"                | Rooney, Antwan Patton, Archie Hall                                                                         | 3:22    |  |
| 8.            | "Ryde or Die"                 | Robert "Big Bert" Smith, Brandy Norwood, Blake English                                                     | 4:03    |  |
| 9.            | "I, Love"                     | Kelley, Robinson, Rooney                                                                                   | 3:42    |  |
| 10.           | "He'll Be Back"               | Tim Mosley, Chris Nelson, Walter Millsap III                                                               | 4:18    |  |
| 11.           | "(Can't Believe) This Is Me"  | Rooney, Jennifer Lopez, Marc Anthony                                                                       | 4:44    |  |
| 12.           | "Get Right" (com Fabolous)    | Rich Harrison, James Brown                                                                                 | 3:50    |  |

| Edição Japonesa |                            |         |  |
| N.º             | Título                     | Duração |  |
| 13.             | "Get Right" (Instrumental) |         |  |

| Edição do iTunes |                                          |         |  |
| N.º              | Título                                   | Duração |  |
| 13.              | "Get Right" (Hip Hop Remix com Fabolous) |         |  |

| Edição DualDisc |                                       |         |  |
| N.º             | Título                                | Duração |  |
| 0.              | "Incluindo DVD"                       |         |  |
| 1.              | "Rebirth Documentary"                 |         |  |
| 2.              | "Get Right" (Videoclipe)              |         |  |
| 3.              | "Get Right" (Videoclipe com Fabolous) |         |  |

## Crédito das músicas
- "Get Right" — Contém elementos de Maceo & the Macks "Soul Power" (James Brown)
- "Hold You Down" — Contém elementos de Shirley Murdock "As We Lay" (Larry Troutman, Billy Beck)
- "Whatever You Wanna Do" — Contém elementos de New Birth "Con-Funk-Shun" (Delma Anthony Churchill, Harvey Fuqua, Kenneth L. Hawkins)

## Prêmios e indicações
| ALMA Awards                  | Artista Feminina Favorita                       | Jennifer Lopez | Indicado |
| World Music Awards           | Artista Pop Feminina que Mais Vendeu no Mundo   | Jennifer Lopez | Indicado |
| MTV Video Music Awards       | Melhor Vídeo Dance                              | Get Right      | Indicado |
| MTV Video Music Awards       | Melhor Coreografia em um Vídeo                  | Get Right      | Indicado |
| MTV Video Music Awards       | Melhor Direção em um Vídeo                      | Get Right      | Indicado |
| MTV Video Music Awards       | Melhor Edição em um Vídeo                       | Get Right      | Indicado |
| MTV Video Music Awards Japan | Melhor Vídeo Feminino                           | Get Right      | Indicado |
| MVPA Awards                  | Coreografia                                     | Get Right      | Indicado |
| MVPA Awards                  | Estilo                                          | Get Right      | Indicado |
| MVPA Awards                  | Maquiagem                                       | Get Right      | Indicado |
| Teen Choice Awards           | Escolha de Melhor Música para Iniciar uma Festa | Get Right      | Indicado |
| Teen Choice Awards           | Escolha de Melhor Faixa R&B/Hip-Hop             | Get Right      | Indicado |

## Desempenho nas tabelas musicais

### Posições
| Tabelas musicais (2005)                         | Melhor posição |
| ----------------------------------------------- | -------------- |
| Austrália - Australian ARIA Albums Chart        | 10             |
| Áustria - Austrian Albums Chart                 | 5              |
| Bélgica - Belgian Ultratop 50 Albums (Flanders) | 4              |
| Bélgica - Belgian Ultratop 50 Albums (Wallonia) | 4              |
| Canadá - Canadian Albums Chart                  | 2              |
| Dinamarca - Danish Albums Chart                 | 15             |
| Europa - European Top 100 Albums                | 1              |
| Países Baixos - Dutch Albums Chart              | 1              |
| Finlândia - Finnish Albums Chart                | 19             |
| França - French SNEP Albums Chart               | 7              |
| Alemanha - German Albums Chart                  | 3              |
| Hungria - Hungarian Mahasz Albums Chart         | 3              |
| Irlanda - Irish Albums Chart                    | 9              |

| Tabelas musicais (2005)                        | Melhor posição |
| ---------------------------------------------- | -------------- |
| Itália - Italian FIMI Albums Chart             | 3              |
| Japão - Japanese Oricon Albums Chart           | 3              |
| Nova Zelândia - New Zealand RIANZ Albums Chart | 22             |
| Noruega - Norwegian Albums Chart               | 25             |
| Polónia - Polish Albums Chart                  | 8              |
| Portugal - Portuguese Albums Chart             | 11             |
| Espanha - Spanish PROMUSICAE Albums Chart      | 2              |
| Suécia - Swedish Albums Chart                  | 14             |
| Suíça - Swiss Albums Chart                     | 1              |
| Reino Unido - UK Albums Chart                  | 8              |
| Estados Unidos - Billboard 200                 | 2              |
| Estados Unidos - Top R&B/Hip-Hop Albums        | 2              |
| Estados Unidos - Top Internet Albums           | 2              |

### Vendas e certificações
| País / Certificadora  | Certificação | Vendas    |
| --------------------- | ------------ | --------- |
| Austrália / ARIA      | Ouro         | 35,000    |
| Brasil / ABPD         | —            | 38,800    |
| Canadá / Music Canada | Platina      | 100,000   |
| França / SNEP         | Ouro         | 75,000    |
| Hungria / MAHASZ      | Ouro         | 10,000    |
| Irlanda / IRMA        | Ouro         | 7,500     |
| Japão / ORICON        | Platina      | 250,000   |
| Suíça / IFPI          | Ouro         | 15,000    |
| Reino Unido / BPI     | Ouro         | 100,000   |
| Estados Unidos / RIAA | Platina      | 1,000,000 |
| Mundo                 | Platina      | 3,000,000 |